# George W. Anderson
George Whelan Anderson Jr. (Nova Iorque, 15 de dezembro de 1906 – McLean, 20 de março de 1992) foi um almirante da Marinha dos Estados Unidos e um diplomata. Servindo como Chefe de Operações Navais entre 1961 e 1963, ele estava encarregado do bloqueio dos Estados Unidos a Cuba durante a Crise dos Mísseis de 1962 em Cuba.

## Início da vida e carreira
Nascido no Brooklyn, Nova Iorque, em 15 de dezembro de 1906, Anderson ingressou na Academia Naval dos Estados Unidos em 1923 e se formou na turma de 1927. Depois, tornou-se aviador naval e serviu em cruzadores e porta-aviões, incluindo o USS Cincinnati.
Na Segunda Guerra Mundial, Anderson serviu como navegador no quarto USS Yorktown. Depois da guerra, ele serviu como Comandante da escolta USS Mindoro e do USS Franklin D. Roosevelt. Também serviu como assistente do general Dwight Eisenhower na Organização do Tratado do Atlântico Norte, como assistente especial do presidente do Estado-Maior Conjunto, almirante Arthur W. Radford, e como chefe do Estado-Maior do Comandante-chefe do Pacífico.

## Oficial
Como oficial de bandeira, Anderson comandou a Força-Tarefa 77 entre Taiwan e a China Continental, Divisão de Transporte 6, no Mediterrâneo durante o desembarque do Líbano em 1958 e, como vice-almirante, comandou a Sexta Frota dos Estados Unidos. Como Chefe de Operações Navais encarregado da quarentena de Cuba pelos EUA durante a Crise dos Mísseis de Cuba em 1962, Anderson se destacou na conduta da Marinha nessas operações. A revista Time destacou-o na capa e chamou-o de "um agressivo marinheiro de águas azuis, de competência inabalável e um estilo incomum". Ele teve, no entanto, um relacionamento contencioso com o secretário de Defesa Robert S. McNamara. Em determinado momento da crise, Anderson ordenou que McNamara saísse do Flag of Pentagon quando o secretário indagou sobre os procedimentos pretendidos pela Marinha para parar os submarinos soviéticos; McNamara viu essas ações como motins e forçou Anderson a se aposentar em 1963. Muitos veteranos oficiais navais acreditavam que a próxima nomeação de Anderson seria para o chefe do Estado-Maior Conjunto.

## Vida após a aposentadoria da marinha
Anderson se aposentou prematuramente, em grande parte por causa do atual conflito com o secretário de Defesa, Robert McNamara.
O Presidente John F. Kennedy posteriormente nomeou Anderson Ambassador para Portugal, onde atuou por três anos e encorajou os planos para a transição pacífica das colónias africanas de Portugal à independência. Mais tarde, ele retornou ao serviço governamental de 1973 a 1977 como membro e depois presidente do Conselho Consultivo de Inteligência Estrangeira do Presidente.
Após sua aposentadoria da marinha, Anderson foi presidente da Lamar Advertising Company, uma empresa de publicidade ao ar livre, e foi diretor nos conselhos da Value Line, da National Airlines e da Crown Seal and Cork.

## Família e morte
A primeira esposa de Anderson foi Muriel Buttling (9 de novembro de 1911 - 20 de outubro de 1947). Seus dois filhos foram George W. Anderson III (21 de abril de 1935 - 11 de janeiro de 1986), que morreu de câncer no cérebro, e Thomas Patrick Anderson (3 de abril de 1942 - 24 de junho de 1978), que realizou mais de 200 missões de combate no Vietnã.
Anderson morreu em 20 de março de 1992, de insuficiência cardíaca congestiva, aos 85 anos, em McLean, Virgínia. Ele foi sobrevivido por sua segunda esposa de 44 anos, a ex-Mary Lee Sample (née Anderson), a viúva de William Sample; uma filha; uma enteada; doze netos; e quatro bisnetos. Ele foi enterrado em 23 de março de 1992, na Seção 1 do Cemitério Nacional de Arlington. Muriel Buttling e os dois filhos (George III e Thomas Patrick) também são enterrados em Arlington.